# Bantjärnen
Bantjärnen är en sjö i Vansbro kommun i Dalarna och ingår i Dalälvens huvudavrinningsområde.